# Linda Ulvaeus
Linda Elin Ulvaeus (Vallentuna, 23 de fevereiro de 1973) é uma cantora, compositora e atriz sueca. É a filha mais velha de Agnetha Fältskog e Björn Ulvaeus, membros do grupo de música pop ABBA.
Ulvaeus teve a sua estreia musical em 1981, com 8 anos, quando lançou o álbum Nu tändas tusen juleljus, gravado com a sua mãe. Tem desde então desenvolvido a sua carreira como atriz. Em 2004 Ulvaeus participou como cantora de apoio no single de regresso de Agnatha Fältskog, "When You Walk in the Room".

## Biografia
Ulvaeus é filha de Agnetha Fältskog e Björn Ulvaeus, membros antigos do grupo Sueco de música pop ABBA. Fältskog e Ulvaeus casaram-se a 6 de Julho de 1971, e Linda Elin Ulvaeus nasceu a 23 de Fevereiro de 1973, no hospital de Danderyd. Ela tem um irmão mais novo, Peter Christian, nascido a 4 de Dezembro de 1977.

## Carreira
O ABBA separou-se em 1983. Durante este tempo, Fältskog decidiu gravar um disco com a sua filha. O disco, que foi produzido com a ajuda de Michael Tretow, consistiu em dezoito canções de Natal tradicionais e músicas para crianças, em língua sueca. Nu tändas tusen juleljus foi lançado na Suécia no final de 1981.
Depois da sua estreia musical com Nu tändas tusen juleljus, teve a sua estreia como atriz no filme de 1998 Under solen como Lena. Ulvaeus apareceu ainda na série de televisão Labyrinten em 2000; em 2001 apareceu em Blå måndag, lançado diretamente para vídeo. Desenvolveu também a sua carreira como atriz de teatro.
Ulvaeus apareceu como cantora de apoio no single de regresso de Agnetha Fältskog "When You Walk in the Room". Em 2006, Ulvaeus voltou ao grande ecrã como Sofia no filme Meningen med alltihopa. Apareceu na série de televisão Playa del Sol em 2007.

## Vida pessoal
Ulvaeus tem três filhas com o seu noivo, Jens Ekengren. Tilda Eliza Frida Ulvaeus-Ekengren nasceu a 27 de janeiro de 2001, Esther Ulvaeus-Ekengren em fevereiro de 2007 e Signe Ulvaeus-Ekengren em fevereiro de 2010.
Ulvaeus vive com a sua família na fazenda da sua mãe em Ekerö, uma pequena cidade perto de Estocolmo.

## Filmografia

### Filmes
- Under solen (1998) como Lena
- Meningen med alltihopa (2006) como Sofia

### Televisão
- Labyrinten (2000) como Enfermeira
- Playa del Sol (2007) como Bikinitjejen

### Vídeo
- Blå måndag (2001) como Anki

## Discografia
- 1981: Nu tändas tusen juleljus, com Agnetha Fältskog